# まよねーず。
まよねーず。は、日本の漫画家。ティーアイネットの成年向け漫画雑誌『バスターコミック』で主に活動している。
女性を性処理用肉便器として扱う社会をテーマとした作品が多い。
他に伊豆まよね名義でも作品を発表している。

## 作品リスト

### 単行本
- 『庶務部厚生課性処理係』 2008年1月 東京三世社（DOコミックス） ISBN 978-4-81262-566-8
- 『少女型性処理用肉便器』 2009年9月4日[1] ティーアイネット（MUJIN COMICS） ISBN 978-4-88774-319-9
- 『肉便器システム年代記』 2011年2月4日[2] ティーアイネット（MUJIN COMICS） ISBN 978-4-88774-380-9
- 『便器街』 2012年3月2日[3] ティーアイネット（MUJIN COMICS） ISBN 978-4-88774-424-0
- 『あの娘のクラスはAV科～清真処学園芸能科の日常～』 2013年9月6日[4] ティーアイネット（MUJIN COMICS） ISBN 978-4-88774-489-9
- 『性交人形と、私』 2014年8月1日[5] ティーアイネット（MUJIN COMICS） ISBN 978-4-88774-528-5

「伊豆まよね」名義
- 『純愛姦情』 2010年9月 ジーウォーク（ムーグコミックス） ISBN 978-4-86297-284-2